# Microregiunea Kapuvár–Beled
Microregiunea Kapuvár–Beled (în maghiară Kapuvár-Beledi kistérség) a fost o microregiune statistică (kistérség) din județul Győr-Moson-Sopron, Ungaria.
Cu o populație de 23.070 locuitori și o suprafață de 362,72 km2, aceasta a existat până în 2014, când în Ungaria, microregiunile ”kistérségek” au fost înlocuite de districte (járások).